# Acústico MTV: Marcelo D2
Acústico MTV: Marcelo D2 é o primeiro álbum ao vivo e o primeiro DVD do rapper brasileiro Marcelo D2 em carreira solo, gravado nos dias 14 e 15 de julho de 2004 em São Paulo, e lançado no mesmo ano pelo selo Epic, da Sony Music Brasil.
O álbum conta com as participações de seu filho Stephan; will.i.am, do Black Eyed Peas; João Donato; e BNegão, antigo parceiro da época em que faziam parte do grupo Planet Hemp.
O álbum foi premiado com Disco de Ouro pela ABPD nos formatos CD e DVD por mais de 50 mil e 25 mil cópias vendidas, respectivamente.
Em 2020, a revista Rolling Stone Brasil o elegeu como um dos 11 melhores Acústicos MTV brasileiros de todos os tempos.

## Faixas

### CD
1. Vai Vendo
2. A Maldição do Samba
3. À Procura da Batida Perfeita
4. Eu Tive um Sonho
5. 1967
6. Contexto (part. BNegão)
7. Samba de Primeira
8. Encontro com Nogueira
9. Profissão MC
10. Pilotando o Bonde da Excursão
11. Batucada
12. Re-Batucada
13. CB (Sangue Bom) (part. will.i.am)
14. Loadeando (part. Stephan)
15. Qual É?

### DVD
1. Vai Vendo
2. A Maldição do Samba
3. À Procura da Batida Perfeita
4. Eu Tive um Sonho
5. 1967
6. Batidas e Levadas
7. Samba de Primeira
8. Encontro com Nogueira
9. Profissão MC
10. Pilotando o Bonde da Excursão
11. Batucada
12. Espancando o Macaco (part. João Donato)
13. Mantenha o Respeito II (part. João Donato)
14. CB (Sangue Bom) (part. will.i.am)
15. Sessão
16. Loadeando (Rude-Boy) (part. Stephan)
17. Qual É?

### Extras (DVD)
- "Contexto" (part. BNegão) (faixa bônus)
- Making of
- Fernandinho Beat Box
- "Vai Vendo" (ensaio)
- Medley B-Boys instrumental

## Ficha técnica
Créditos adaptados do Discogs. 
Músicos
- Duani Martins - bateria e cavaco
- Layse Sapucahy, Cidinho Moreira, Pretinho da Serrinha, Maninho e Nenê Brown - percussão
- Mauro Berman - baixolão e contrabaixo
- Philippe Baden Powell - piano e cravo
- Alexandre Vaz - violão
- Cláudio Costa - violão (banjo em "Vai Vendo")
- Bocato - trombone
- Claudio Faria - trompete
- Paulo Oliveira - sax-alto e flauta
- Márcio Negri - sax-tenor
- Beto Caldas - vibrafone
- Juju Gomes, Gabriela Geluda e Patricia Maia - backing vocals
- Fernandinho Beat Box - backing vocal e beat box
- Marechal - backing vocal
- Helena Imasato, Alexandre Cunha e Ricardo Takahashi - violinos
- Glauco Imasato - viola
- Gustavo Pinto Lessa - violoncelo

Participações especiais
- B Negão - rap em "Contexto"
- João Donato - piano em "Espancando o Macaco" e "Mantenha o Respeito II"
- Will.i.am - rap em "CB (Sangue Bom)"
- Stephan - rap em "Loadeando"

Produção
- David Corcos "O Marroquino" - produção, engenheiro de gravação e mixagem
- Antoine Midani - engenheiro de gravação
- Ricardo Mizutani - técnico de P.A
- Cristhian Almeida - técnico de monitor
- Mario Caldato Jr. - engenheiro de mixagem
- Guthemberg Pereira, Marcito Vianna e Daniel Padilha - assistentes de mixagem
- Carlos Freitas - engenheiro de masterização
- Loudness Sonorização - unidade móvel de gravação
- Celson Prado, Cláudio Mota, Cláudio Fujimori, Paulo Peres e Rodrigo Real - equipe Loudness
- Alexandre Duayer, Bruno Romaguera, Marcelo Nunes e Darc Martins - roadies

Design
- Daniela Conolly - direção de arte e projeto gráfico
- Brian Cross - fotos
- Sandro Mesquita - tratamento de imagens
- Felipe Yung "FLIP" - pintura / cenário e conceito de arte